# Haima S7
Der Haima S7 (bis 2013: Haima 7) ist ein SUV der chinesischen Marke Haima.

## Geschichte
Der Fünfsitzer debütierte auf der Beijing Auto Show 2010 und wurde ab Juli 2010 in China verkauft. 2011, 2013 und 2016 wurde das Fahrzeug überarbeitet.

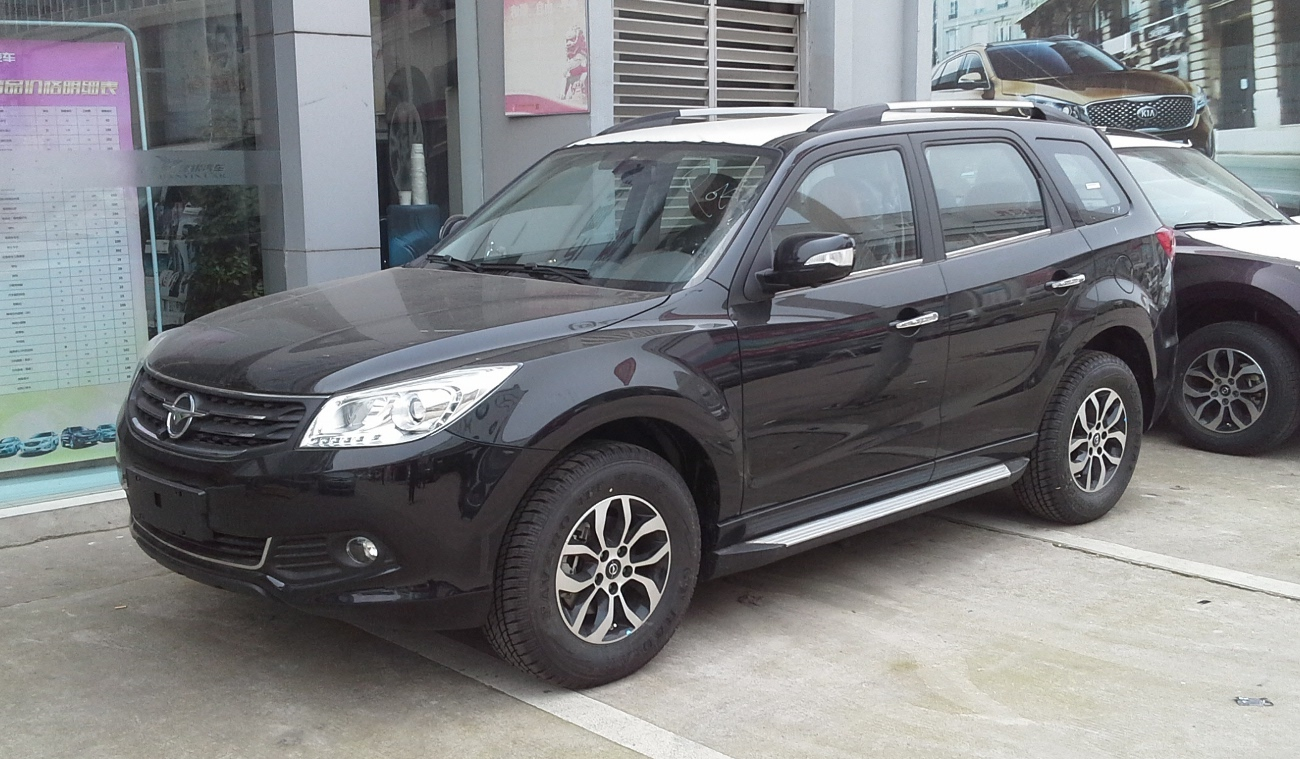
Haima 7 (2011–2013)
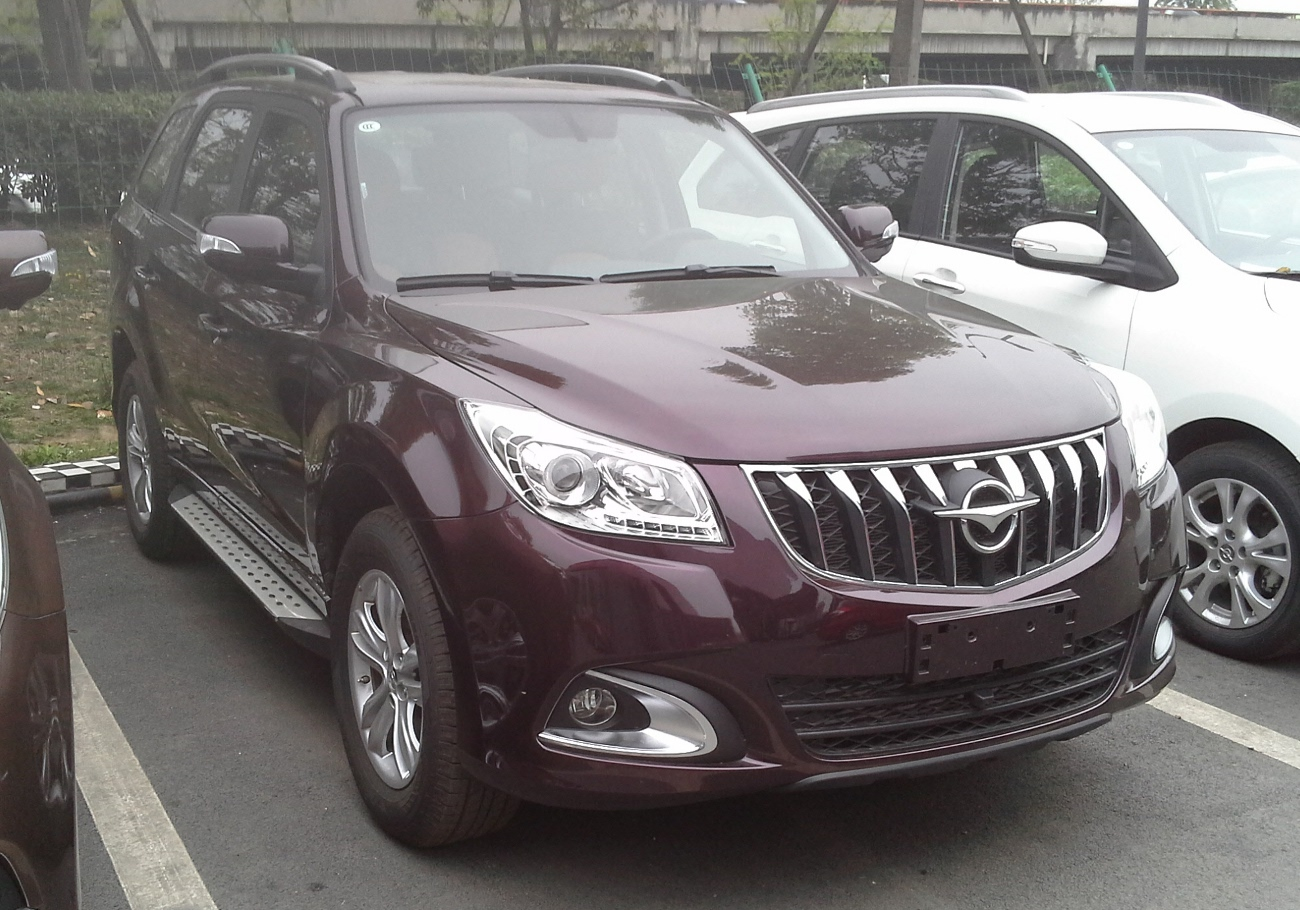
Haima S7 (2013–2016)
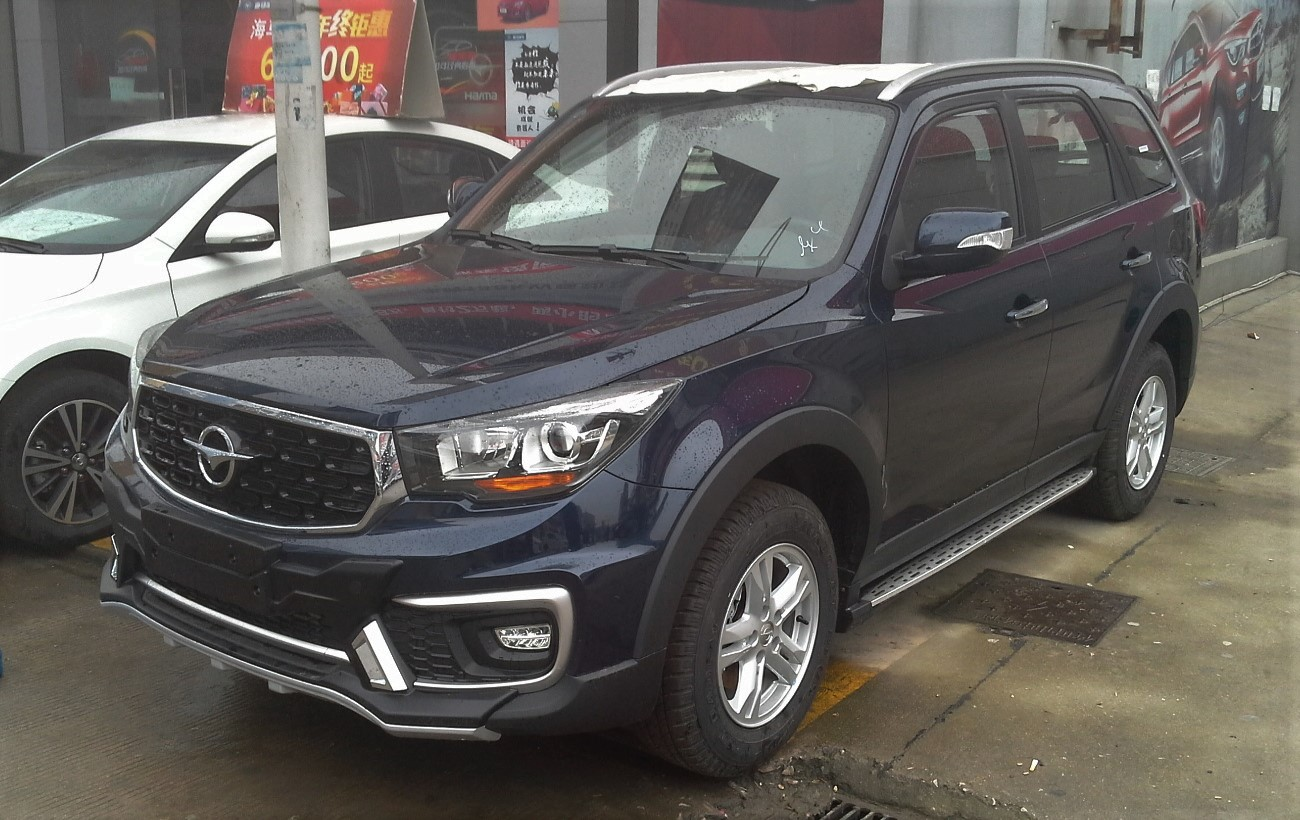
Haima S7 (2016–2020)

## Technische Daten
Den Antrieb übernahm bis 2015 ein 110 kW (150 PS) starker Zweiliter-Ottomotor, der serienmäßig mit einem 5-Gang-Schaltgetriebe ausgestattet war. Optional war auch ein 5-Gang-Automatikgetriebe erhältlich. Ab Mai 2015 übernahm ein aufgeladener 1,8-Liter-Ottomotor mit 138 kW (188 PS) den Antrieb. Allradantrieb ist für den SUV nicht verfügbar.
|                                             | 1.8T                          | 2.0                           |
| Bauzeitraum                                 | 05/2015–01/2020               | 07/2010–05/2015               |
| Motorkenndaten                              |                               |                               |
| Motortyp                                    | Reihen-Vierzylinder-Ottomotor | Reihen-Vierzylinder-Ottomotor |
| Hubraum                                     | 1795 cm³                      | 1995 cm³                      |
| Verdichtungsverhältnis                      | 9,3 : 1                       | 10,0 : 1                      |
| max. Leistung bei min−1                     | 138 kW (188 PS) / 5500        | 110 kW (150 PS) / 6000        |
| max. Drehmoment bei min−1                   | 230 Nm / 1800–4500            | 180 Nm / 4500                 |
| Kraftübertragung                            |                               |                               |
| Antrieb, serienmäßig                        | Vorderradantrieb              | Vorderradantrieb              |
| Getriebe, serienmäßig                       | 6-Gang-Schaltgetriebe         | 5-Gang-Schaltgetriebe         |
| Getriebe, optional                          | [6-Gang-Automatikgetriebe]    | [5-Gang-Automatikgetriebe]    |
| Messwerte                                   |                               |                               |
| Höchstgeschwindigkeit                       | k. A.                         | 165 km/h                      |
| Beschleunigung, 0–100 km/h                  | k. A.                         | 13,4 s [14,6 s]               |
| Kraftstoffverbrauch auf 100 km (kombiniert) | 7,5 l Super [8,4 l Super]     | 8,8 l Super [9,1 l Super]     |
| Tankinhalt                                  | 61 l                          | 61 l                          |